# Berus
Berus ist ein Ortsteil (Gemeindebezirk) der Gemeinde Überherrn im Landkreis Saarlouis (Saarland). Bis Ende 1973 war Berus eine eigenständige Gemeinde.

## Geographie

### Lage
Der alte Ortskern liegt auf einem Bergsporn des Saargaus über den weiten Niederungen der Saar, direkt an der Grenze zu Lothringen (Frankreich). Der höchste Basispunkt ist 377 m über NN (Sauberg/Sender Felsberg-Berus).

### Klima

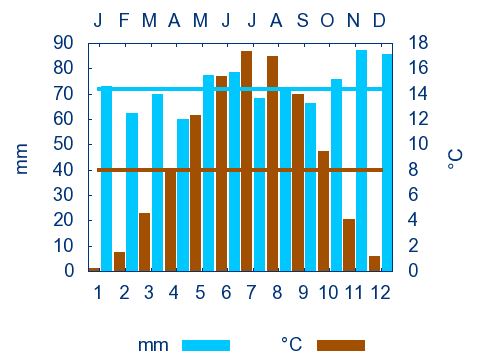
Klimadiagramm von Berus

Der Jahresniederschlag beträgt 876 mm. Der Niederschlag liegt im oberen Drittel der Messstellen des Deutschen Wetterdienstes. Über 75 % zeigen niedrigere Werte an. Der trockenste Monat ist der April; am meisten regnet es im November. Im niederschlagreichsten Monat fällt ca. 1,5-mal mehr Regen als im trockensten Monat. Die jahreszeitlichen Niederschlagschwankungen liegen im unteren Drittel. In nur 6 % aller Orte schwankt der monatliche Niederschlag weniger.
Im Monat Mai 2009 hat es nirgendwo in Deutschland weniger geregnet als in Berus. Es wurden im gesamten Monat nur 19,2 Liter Niederschlag pro Quadratmeter gemessen, wie der Deutsche Wetterdienst am 2. Juni 2009 mitteilte. Das entspricht nur einem Viertel des vieljährigen Mittelwerts.

## Geschichte

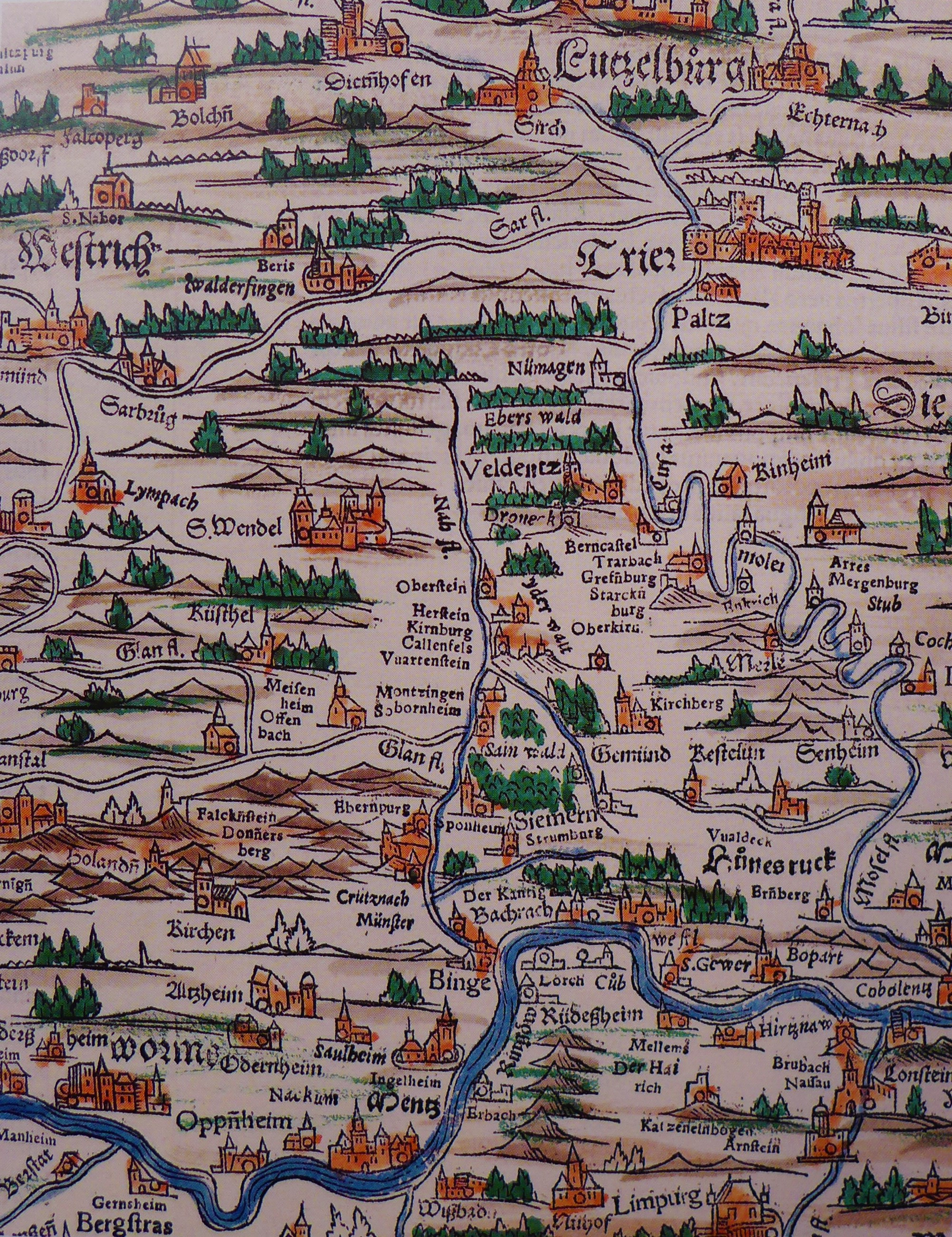
Stilisierte Abbildung von Berus, Sebastian Münster: Ausschnitt aus der dreiteiligen, gewesteten Rheinlaufkarte (1544)

In Berus finden sich Spuren steinzeitlicher, keltischer und römischer Besiedlung. Mehrere in Berus aufgefundene Steinbeile sind im Keramischen Museum in Mettlach ausgestellt. Das in Berus gefundene Kalksteinbildnis eines Galliers römischer Prägung ist im Museum für Vor- und Frühgeschichte in Trier zu sehen. Teile einer Jupiter-Gigantensäule (ursprünglich 11 bis 13 Meter hoch) wurden 1878 aufgefunden und befinden sich jetzt im Museum in Metz.
Im Mittelalter war Berus eine strategisch wichtige befestigte Stadt, deren Keimzelle die Burg Berus der lothringischen Herzöge darstellte. Teile der Burg und der Stadtmauern sind erhalten. Die erste urkundliche Erwähnung findet sich 1235 unter dem lateinischen Namen „Bellus Ramus“ (schöner Zweig, schöne Bergnase). Aus dieser Bezeichnung entwickelte sich der heutige Name „Berus“. Andere überlieferte Namen sind z. B. Belrain, Beaurain, Berris und etliche mehr. Im Dreißigjährigen Krieg wurde Berus von schwedischen Truppen belagert und zerstört (1635). Danach verlor die Bergstadt an Bedeutung, zumal 1680 mit Saarlouis ein neues Zentrum für die Region entstand.
Bis 1815 war Berus dem Kanton Saarlouis im Département Moselle zugeordnet.
Im Rahmen der saarländischen Gebiets- und Verwaltungsreform wurde die bis dahin eigenständige Gemeinde Berus am 1. Januar 1974 der Gemeinde Überherrn zugeordnet.

## Politik

### Ortsrat
Der Ortsrat mit neun Sitzen setzt sich nach der Kommunalwahl vom 9. Juni 2024 wie folgt zusammen:
- CDU:005 Sitze
- SPD:004 Sitze

Der Ortsrat wählte am 10. Juli 2024 in seiner Sitzung Johannes Willmes (CDU) zum neuen Ortsvorsteher.

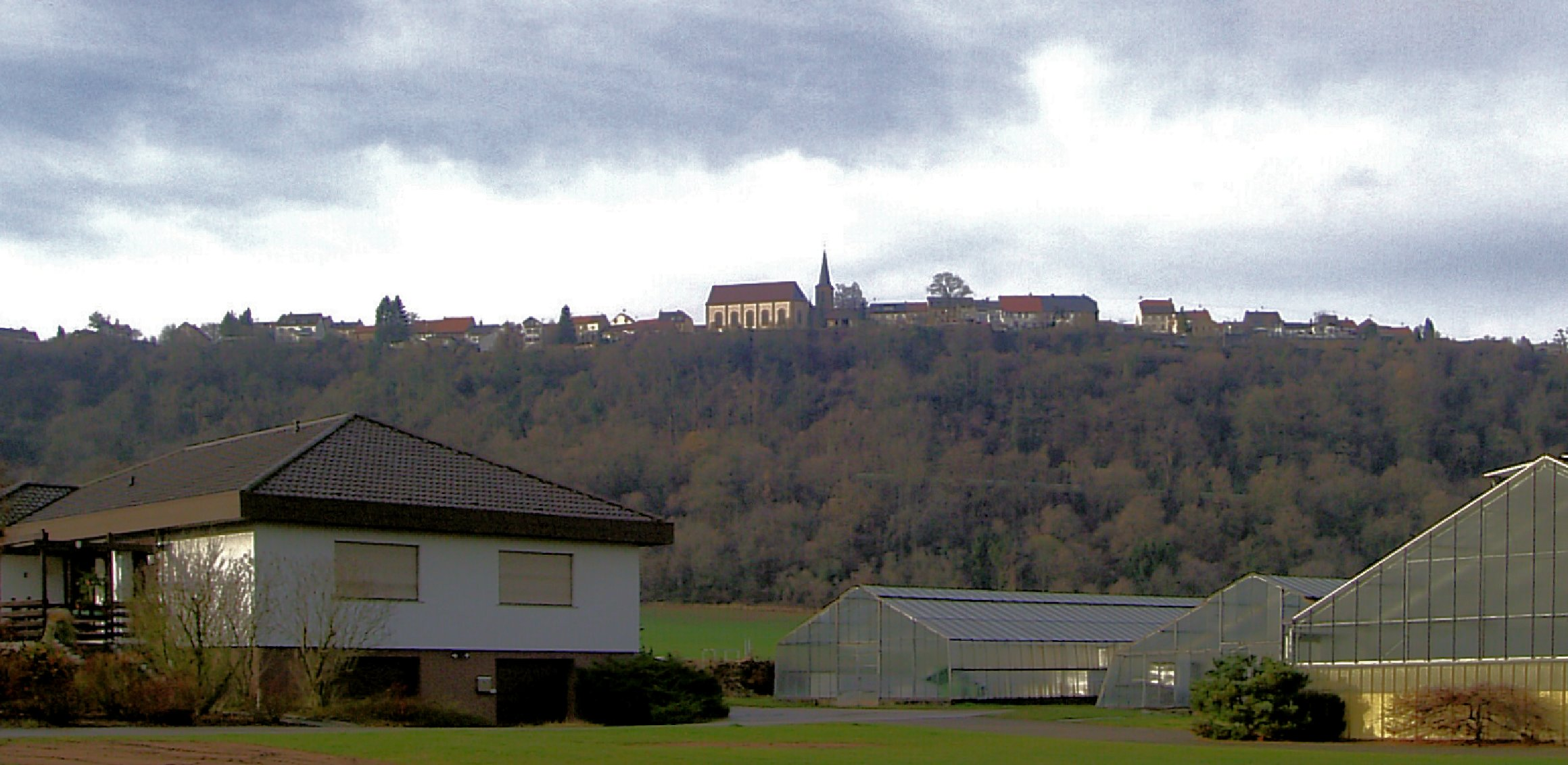
Blick auf das hochgelegene Berus vom Bisttal aus

Torhaus Scharfeneck

### Ehemaliges Gemeindewappen
1964 erhielt die damalige Gemeinde Berus ein Wappen: „In Blau über einer schwarzgefugten silbernen Stadtmauer, in deren offenem Tor ein doppelschwänziger goldgekrönter und goldbewehrter silberner Löwe steht, zwei doppelschwänzige goldgekrönte und goldbewehrte silberne Löwen“. (Bekanntmachung vom 9. Januar 1964 im Amtsblatt des Saarlandes.)
Die drei Löwen, so die Begründung, erschienen bereits im Siegel des früheren lothringischen Amtes Berus. Die Stadtmauer verweist auf die ehemaligen Stadtrechte des Ortes. Allerdings scheint die Wahl der drei Löwen auf einem Irrtum zu beruhen: nicht das Amt Berus hatte diese im Wappen, sondern das luxemburgische Adelsgeschlecht de Beaurain, das seinen Sitz in der belgischen Stadt Beauraing hatte.

## Sagen und Legenden
Um den Ort ranken sich zahlreiche Sagen und Legenden. So soll der Gründer der Festung Berus ein illegitimer Sohn des Hauses Lothringen gewesen sein, der sich durch Schönheit, Adel und Taten derart auszeichnete, dass man ihm den Beinamen Bellus Ramus gab, der dann auf seine Stadt überging.
Eine andere Sage erzählt, dass Attila, der Hunnenkönig, der nach seiner Hochzeit mit einer germanischen Prinzessin an einem Blutsturz starb, in Berus begraben ist. Geschichtlich belegt ist die Brandschatzung von Metz durch Attilas Truppen im Jahre 451.
Eine weitere Sage handelt von der Belagerung während des Dreißigjährigen Krieges. Die Beruser sollen ihren letzten Esel geschlachtet, in sein Fell ihren letzten Sack Korn eingewickelt und in die Belagerer hineinkatapultiert haben. Diese sollen dann, da sie noch üppige Vorräte in der Festung vermuteten, die Belagerung aufgegeben haben. Die wahre Geschichte verlief jedoch anders (siehe oben). Jedenfalls scheint diese Sage der Grund zu sein, warum die Beruser in den umliegenden Dörfern lange Zeit Beruser Esel gerufen wurden. Der wahre Grund für den Spitznamen dürfte wohl eher in den Eseln liegen, die jahrhundertelang als Lasttiere für die Versorgung der Stadt und der Burg Berus dienten. Denn um 1920 schrieb Kaplan Dingels in der Beruser Pfarrchronik noch von einem Kuhmagen, der mit Weizen gefüllt ins Lager der Belagerer katapultiert wurde.
Außerdem gibt es die Sagen um die Heilige Oranna und ihre Gefährtin Cyrilla.

## Sehenswürdigkeiten
- Reste der mittelalterlichen Festungsanlagen: Torhaus Scharfeneck, Torhaus Schloss.
- Phillips Haus (Bannhaus) von 1580
- Orannakapelle (ehemals Altforweiler)
- Pfarrkirche St. Martin
- Sendeanlage EUROPE I
- Europadenkmal, gewidmet drei großen Europäern: Robert Schuman, Konrad Adenauer und Alcide De Gasperi; außerdem werden mit dem Denkmal zwei weitere Mitbegründer der Europäischen Gemeinschaften gewürdigt: Joseph Bech und Paul-Henri Spaak.
- Alter Grenzweg – Chemin de la Frontière: Ein landschaftlich schöner, 7 km langer Wanderweg, dessen Ziel und Ausgangspunkt das Europadenkmal ist. Er führt durch Sterres (der Beruser spricht es: „ste:res“ also mit langem „e“), den ehemaligen Beruser Kalksteinbruch, der heute in einem Naturschutzgebiet liegt, in den Ort Berviller-en-Moselle im benachbarten Lothringen, und von dort aus erneut über die deutsch-französische Grenze, an der Orannakapelle vorbei, zurück zum Europadenkmal.
- Etwa 200 Meter südöstlich des Standortes des Europadenkmals neben der Wetterwarte stand früher der St.-Oranna-Turm, der 1935 nach der Volksabstimmung zu Gunsten des Anschlusses des Saargebietes an das Deutsche Reich in Hindenburgturm umbenannt wurde. Am 23. September 1939 wurde er von der deutschen Wehrmacht gesprengt, um der französischen Artillerie keinen Richtpunkt zu geben.

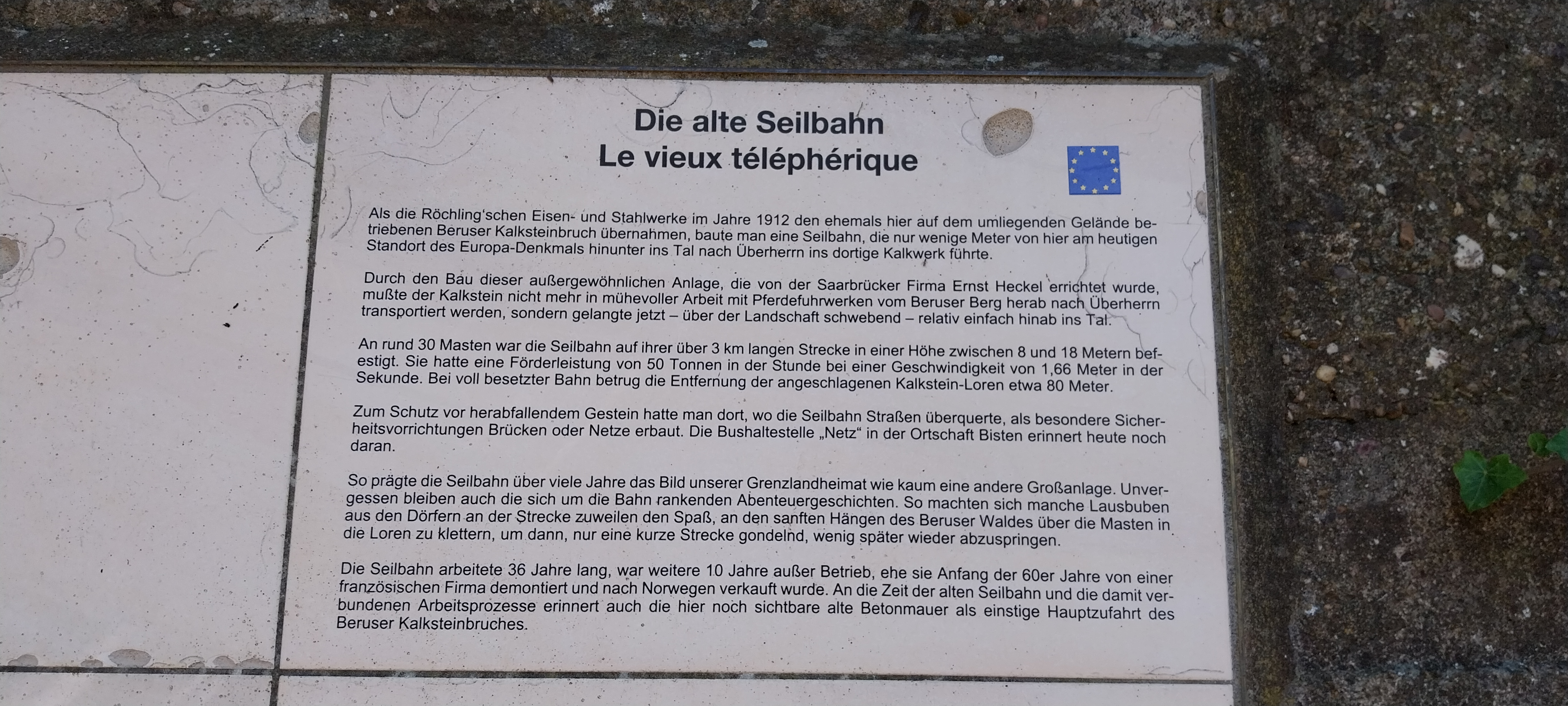
Gedenktafel für die alte Seilbahn

- Gedenktafel für die alte SeilbahnAls 1912 die Röchlingschen Stahl- und Eisenwerke den Beruser Kalksteinbruch übernahmen, wurde vom Standort des Europaturms hinab zum Kalkwerk in Überherrn von der Saarbrücker Firma Ernst Heckel eine Seilbahn gebaut. An etwa 30 Masten war die Seilbahn über eine Länge von 3 Kilometern in einer Höhe zwischen 8 und 18 Metern befestigt. Die Seilbahn hatte eine Förderleistung von 50 Tonnen in der Stunde bei einer Geschwindigkeit von 1,66 Metern pro Sekunde. Die Loren hatten einen Abstand von 80 Metern. Zum Schutz vor herabfallendem Gestein wurden über gekreuzten Straßen Tunnel oder Netze errichtet. Die Seilbahn war bis 1948 in Betrieb, wurde 1958 von einer französischen Firma demontiert und nach Norwegen verkauft. An die Seilbahn erinnert eine Gedenktafel 90 Meter westlich des Europaturms an der alten Einfahrt des Kalksteinbruchs.

## Tourismus
In Berus und seiner Umgebung gibt es eine Reihe von Freizeitmöglichkeiten. Die Gemeindeverwaltung Überherrn informiert auf ihrer Internetseite über Sehenswürdigkeiten, Ausflugsziele sowie Übernachtungsmöglichkeiten.

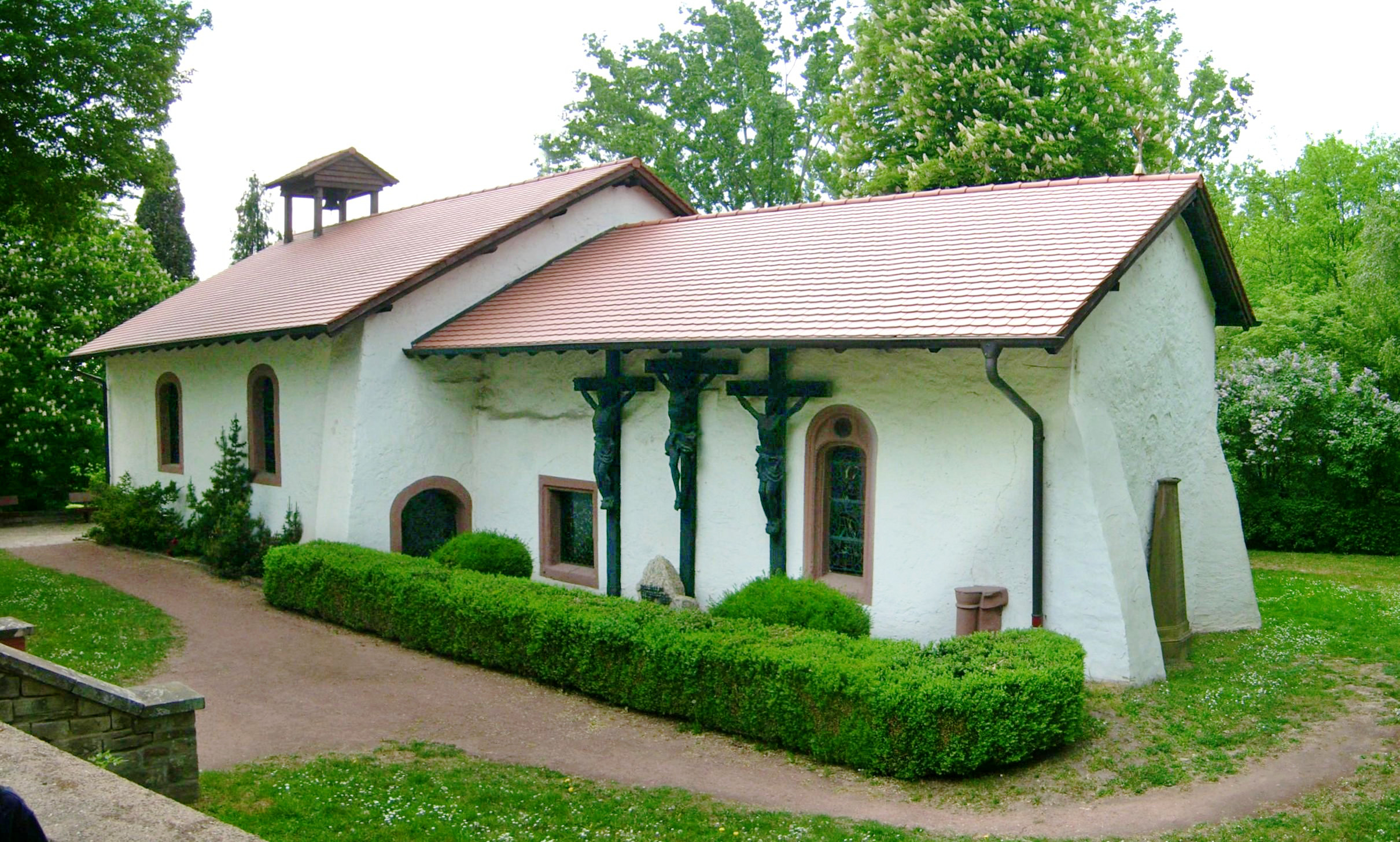
Orannakapelle
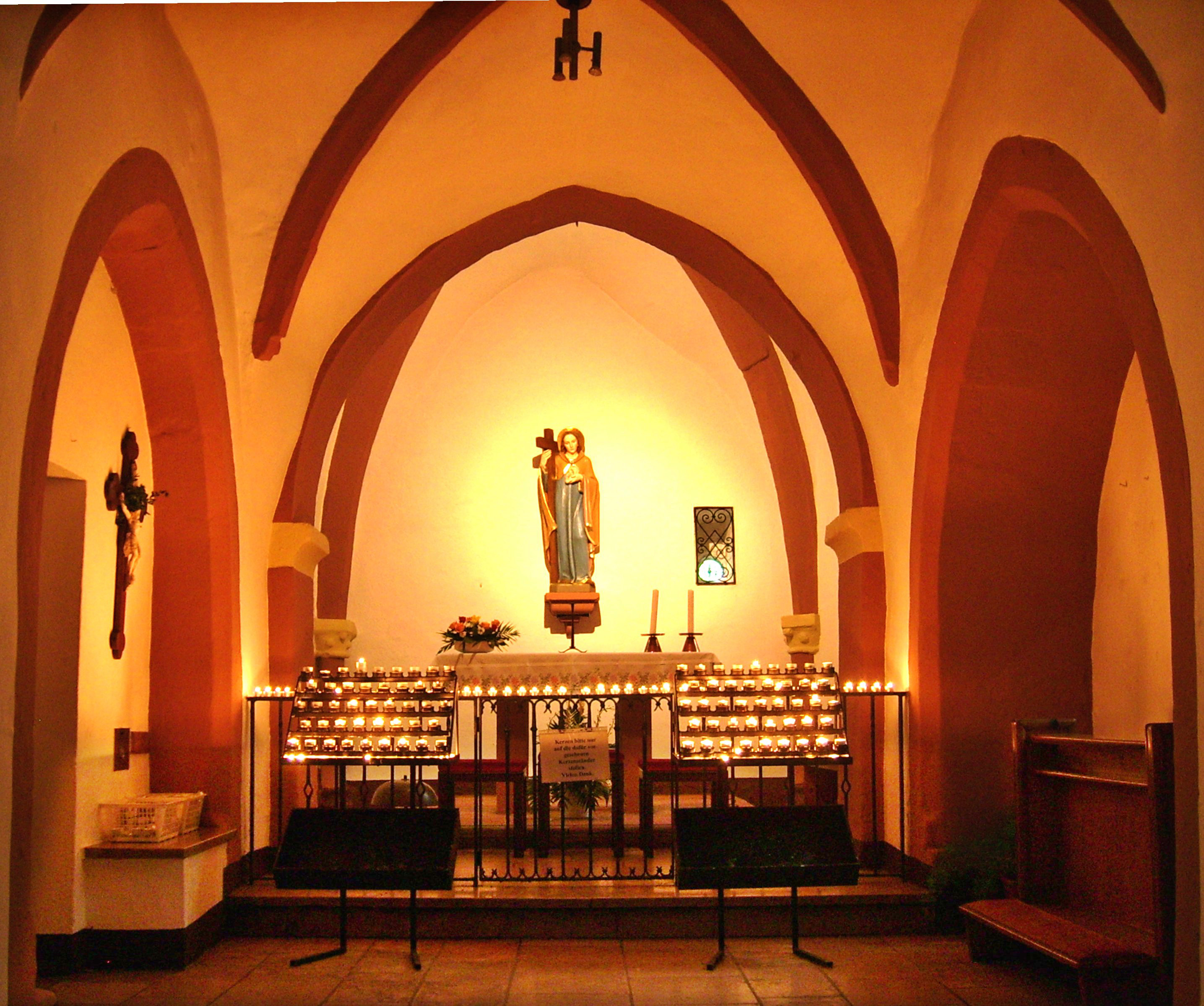
Orannakapelle
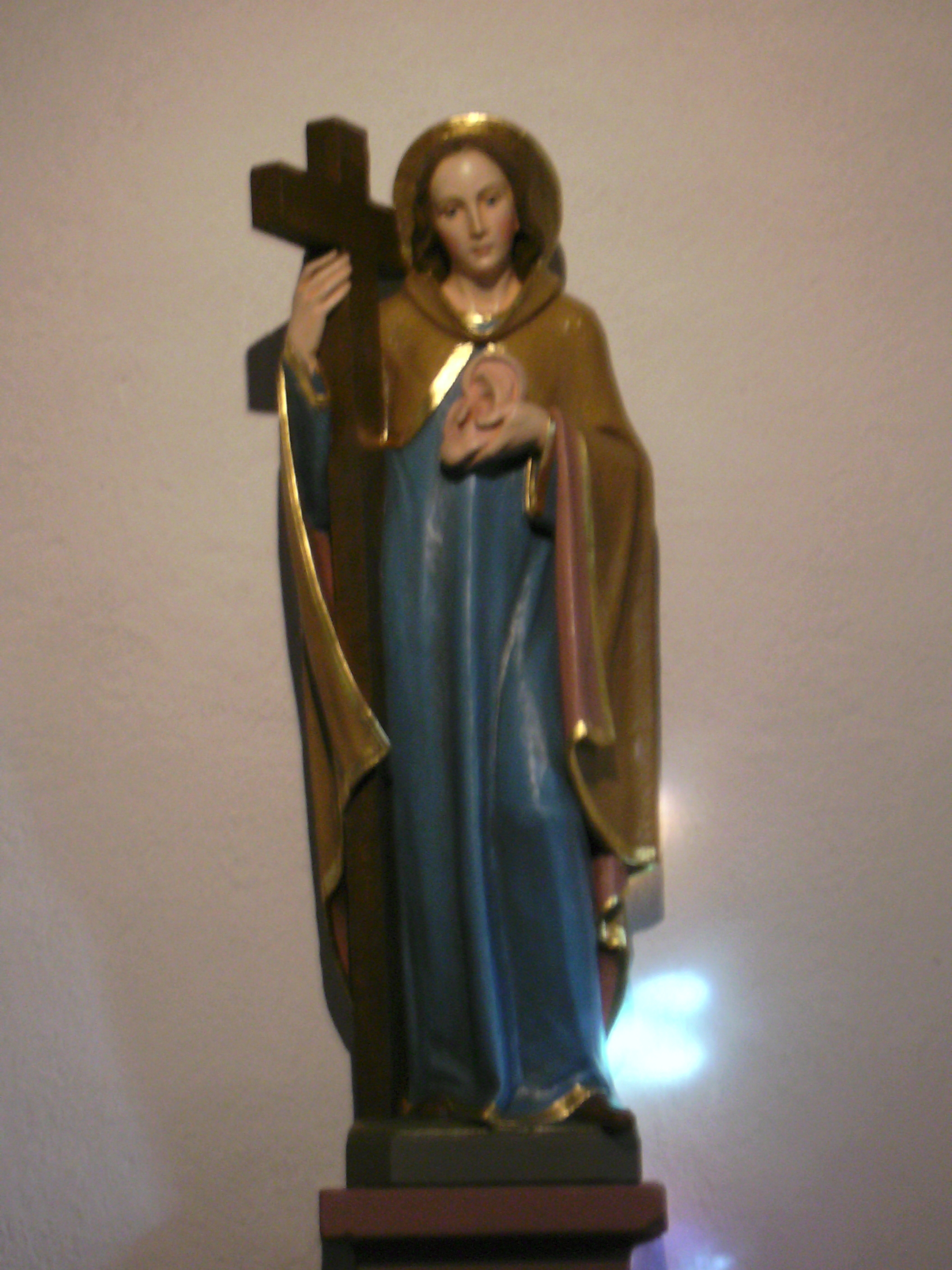
Statue der heiligen Oranna in der Kapelle
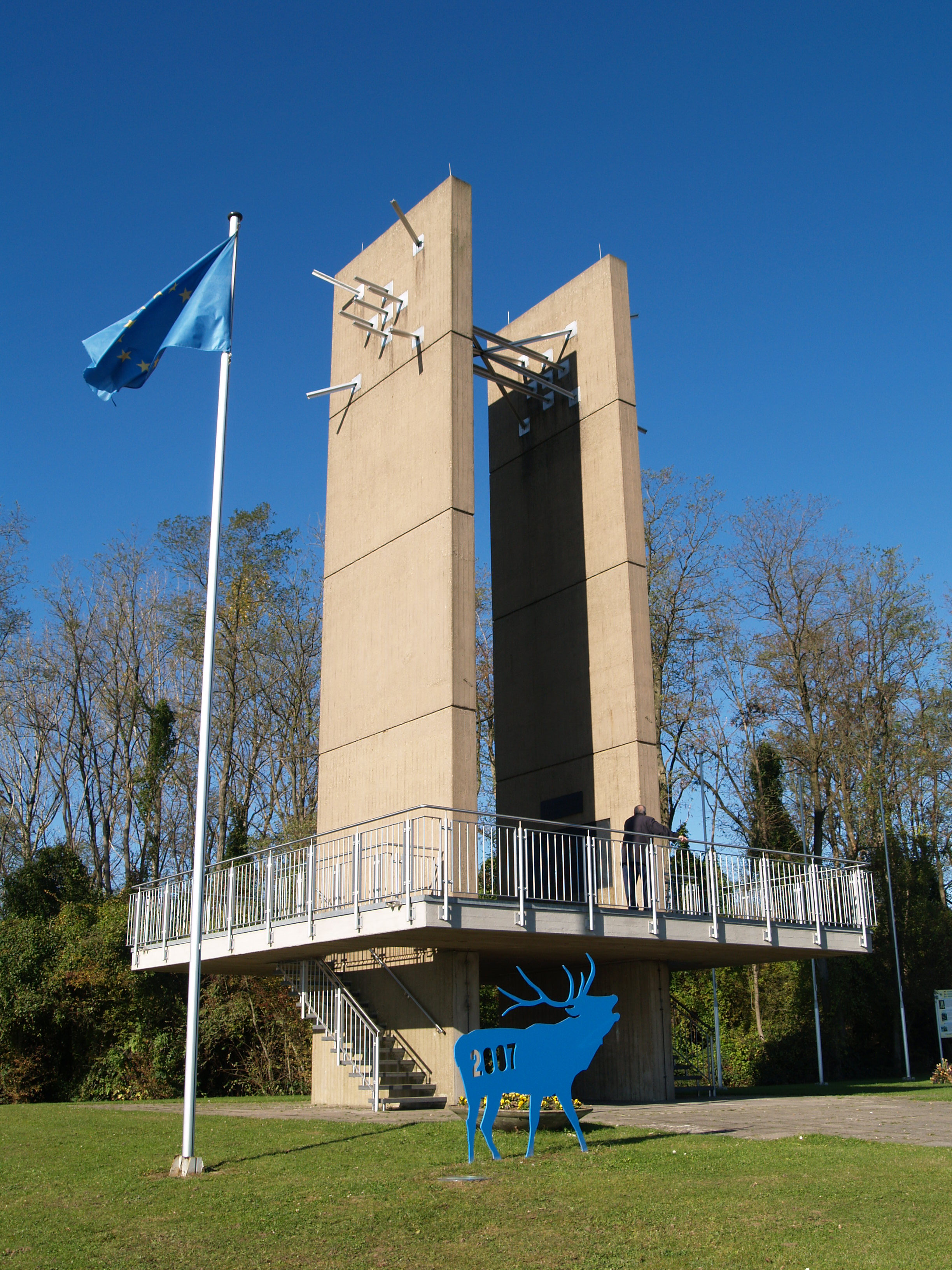
Europadenkmal
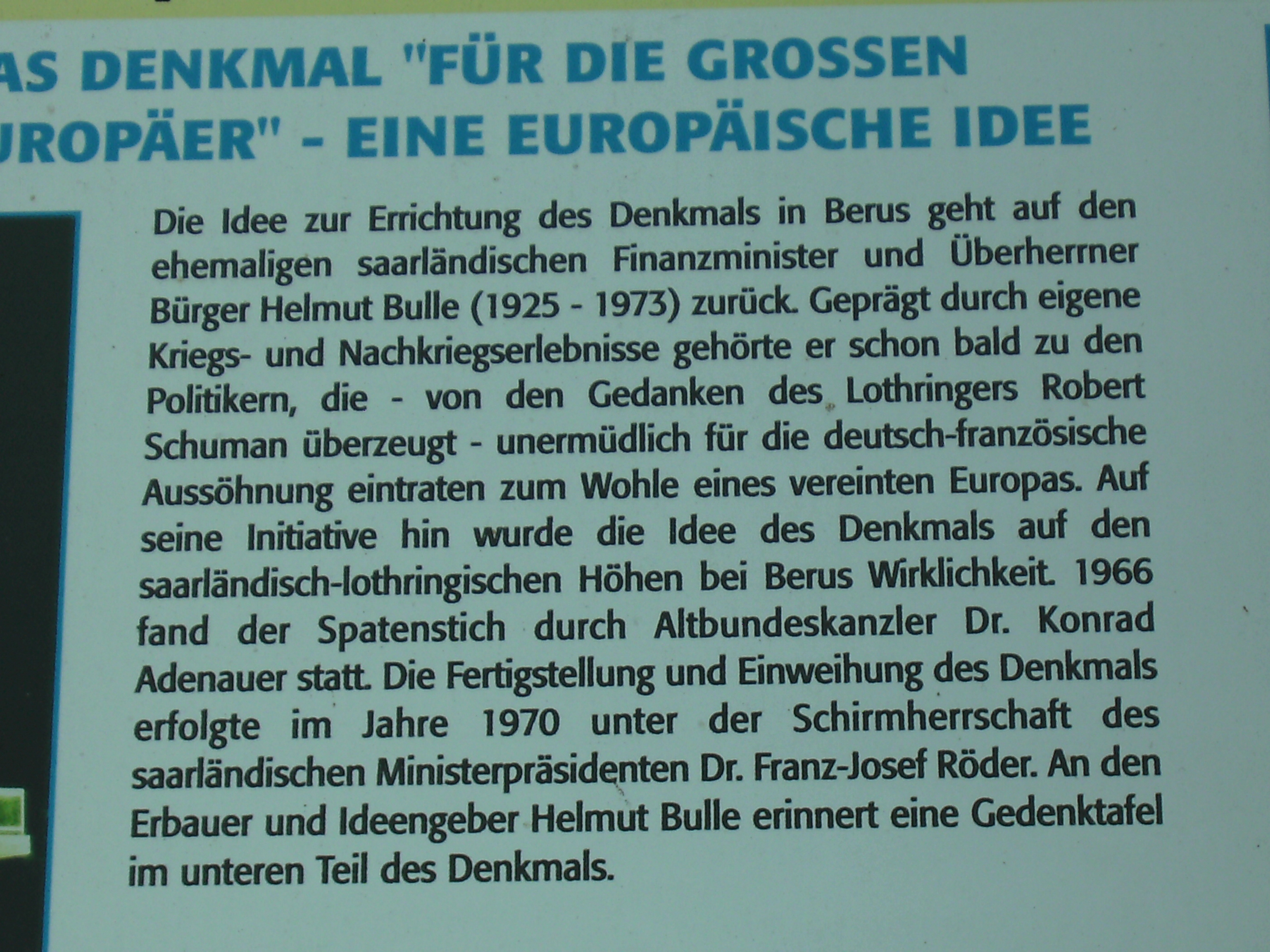
Legende zum Europadenkmal

## Persönlichkeiten
- Die heilige Oranna wirkte mit ihrer Gefährtin Cyrilla im 6. Jahrhundert in Berus.
- Unter der Herrschaft der Gräfin Anna von Isenburg († 1572) erlebte Berus seine Blütezeit.
- Gräfin Gutta (der Vorname Jutta, der auch als Straßenname in Berus benutzt wird, ist historisch falsch) von Hattstein (geborene Nassau, † nach 1644) verwaltete zur Zeit des Dreißigjährigen Krieges die Metternichschen Besitztümer in Berus.
- Der Beruser Barock wird geprägt von den Bildhauerbrüdern Peter (* 1725), Adam (* 1731; † 1810), Christian († vor 1793) und Georg (* 1736; † 1808) Guldner, deren Werke in der Beruser Pfarrkirche St. Martin zu sehen sind.
- Die barocke Kreuzigungsgruppe in der Beruser Kirche wurde von Sebastian Öhlenschläger geschaffen.
- Berus ist seit 1967 Wohnort des Schriftstellers Gerhard Tänzer.
- Der Zeichner, Trickfilmzeichner, Grafiker und Autor Bernd Kissel ist gebürtiger Beruser und lebt hier.
- Hans Walter Lorang (* 1945), saarländischer Mundartdichter, Sänger und Liedermacher, lebt in Berus.

## Klinik Berus
Die Median Klinik Berus wurde als Zentrum für Psychosomatik und Verhaltensmedizin 1986 gegründet. Neben der Behandlung von depressiven Störungen und Angststörungen ist die Klinik besonders auf die Behandlung von psychosomatischen Störungen bei Mobbing und Burnout, chronischem Tinnitus, Traumafolgestörungen, Pathologischem Glücksspiel und Essstörungen spezialisiert. Patienten kommen aus dem gesamten Bundesgebiet und aufgrund eines französischsprachigen Behandlungskonzeptes für alle Indikationen der Psychosomatik auch aus den Nachbarländern Frankreich, Luxemburg und Belgien.